# 梅野猶太郎
梅野 猶太朗（うめの なおたろう、旧姓：高松、1881年（明治14年）12月20日 - 1940年（昭和15年）4月10日）は、日本の実業家である。岡山県高梁市出身。

## 経歴

### 生い立ち
1881年（明治14年）に岡山県上房郡松山村（現：高梁市）の備中松山藩士である高松元貞の五男として生れる。父の元貞は、父の母親の実家である高松家を相続し高松姓となっていた。猶太郎は祖父方の梅野家を相続し、再び名字を梅野へ戻した。梅野はその後、地元の旧制岡山県立高梁中学（現：岡山県立高梁高等学校）へ入学。
同期には、早稲田大学教授になる横山有策、大日本帝国海軍中将の杉政人、海軍大学校教頭を務めた中島権吉、衆議院議員になる則井万寿雄がいた。1899年（明治32年）高梁中学5年次に、上級学校進学のための予備校である東京の順天求合社へ進学した（高梁中学卒業扱い）。1900年（明治33年）東京工業学校（現：東京科学大学）電気科電気機械分科へ入学し、1903年（明治36年）7月21歳で卒業した。

### 就職後
卒業後は、古河鉱業（現：古河機械金属）へ就職し、足尾銅山鉱業所工作課電気係へ配属され3カ所の発電所の設計保全を担当していた。1904年（明治37年）2月に秋田県の阿仁鉱山工作所へ異動し電気主任となったが、日露戦争が勃発したため、22歳のとき、一年志願兵として横須賀要塞砲兵連隊（砲兵第一連隊）に入った。退任後、再度、秋田県の阿仁鉱山工作所へ復帰し、発電所2カ所150kWhと750kWhの設計建設に関わり、坑道内に当時の最新技術であったポンプ、エレベーターを設置し近代化を進めた。1907年（明治40年）6月には、退役軍人として陸軍砲兵軍曹に任命される。1909年（昭和42年）7月に再び足尾銅山へ異動し、発電所・線路・配電・送電の設計施工を行う。
1912年（明治45年）3月に30歳で古河鉱業を退職し、郡山絹糸紡績へ転職した。同社は、絹糸紡績を主に製造し、その後、福島県郡山市の電力事業にも進出した。転職先でも電気主任技師として働き、この後、郡山絹糸紡績は1914年（大正3年）に紡績事業を廃止し、電気事業を専業とした企業となる。1916年（大正5年）には、社名を郡山電気へ変更する。1917年（大正6年）春に不幸にも緑内障を発症し、梅野が35歳のときに視力をほぼ失う。視力を失ったことで日常生活に支障をきたすも、同年、郡山出身の貴族院議員である橋本萬右衛門と手を組み「匿名組合郡山起業社」を設立し、梅野社長となって同地方における各種事業へ進出し開発を手がけた。

### 起業家として
梅野は、福島県内に数多くの企業を設立したが、1912年（明治45年）梅野が郡山市に転職すると同時期に紡績会社へ勤めながら、30歳で新町電気の創立に関係し同社の顧問となり、その後、夏井川水力電気の創立にも関与した。新町電気は、1914年（大正3年）に夏井川水力電気と合併し、さらに梅野が主導して火力発電の磐城電気を買収し、余剰の電力を消費するために、郡山電路工業と四倉電気を創設した。しかしながら、1917年（大正6年）夏井川水力電気は、梅野が勤務する郡山電気に吸収合併された。
その後も梅野は、1918年（大正7年）には、川前電気を創設し1500kWhの発電所を2カ所建設した。翌年、1919年（大正8年）には、双葉郡に双葉電力を創設し同社の常務取締役となる。この2つの梅野が設立した発電会社も、双葉電気は1921年（大正10年）に、川前電気も1925年（大正14年）にそれぞれ郡山電気が吸収合併し、茨城水力電気も買収、郡山電気は社名を「東部（東都）電力株式会社」とした。当時、東部電力は東北地方有数の企業となった。
1923年（大正12年）には、田村郡（現：田村市）に田村電気を創設、その他、不動産会社の郡山土地建物、郡山印刷、新町軌道の設立にも関わった。プライベートでは、妻・しほ子との間に2男2女をもうけた。
1940年（昭和15年）4月10日、58歳の若さで死去。梅野は地元の岡山を離れて、福島へやって来て28年の間に数多くの企業の設立に関わり、東部電力が東北地方有数の企業になる礎を築いた。東部電力はこの後、大日本電気と合併し、社名は大日本電気となっている。第二次世界大戦後、大日本電気は、北海道電力、東北電力、東京電力として存続している。